# Hendrickson International

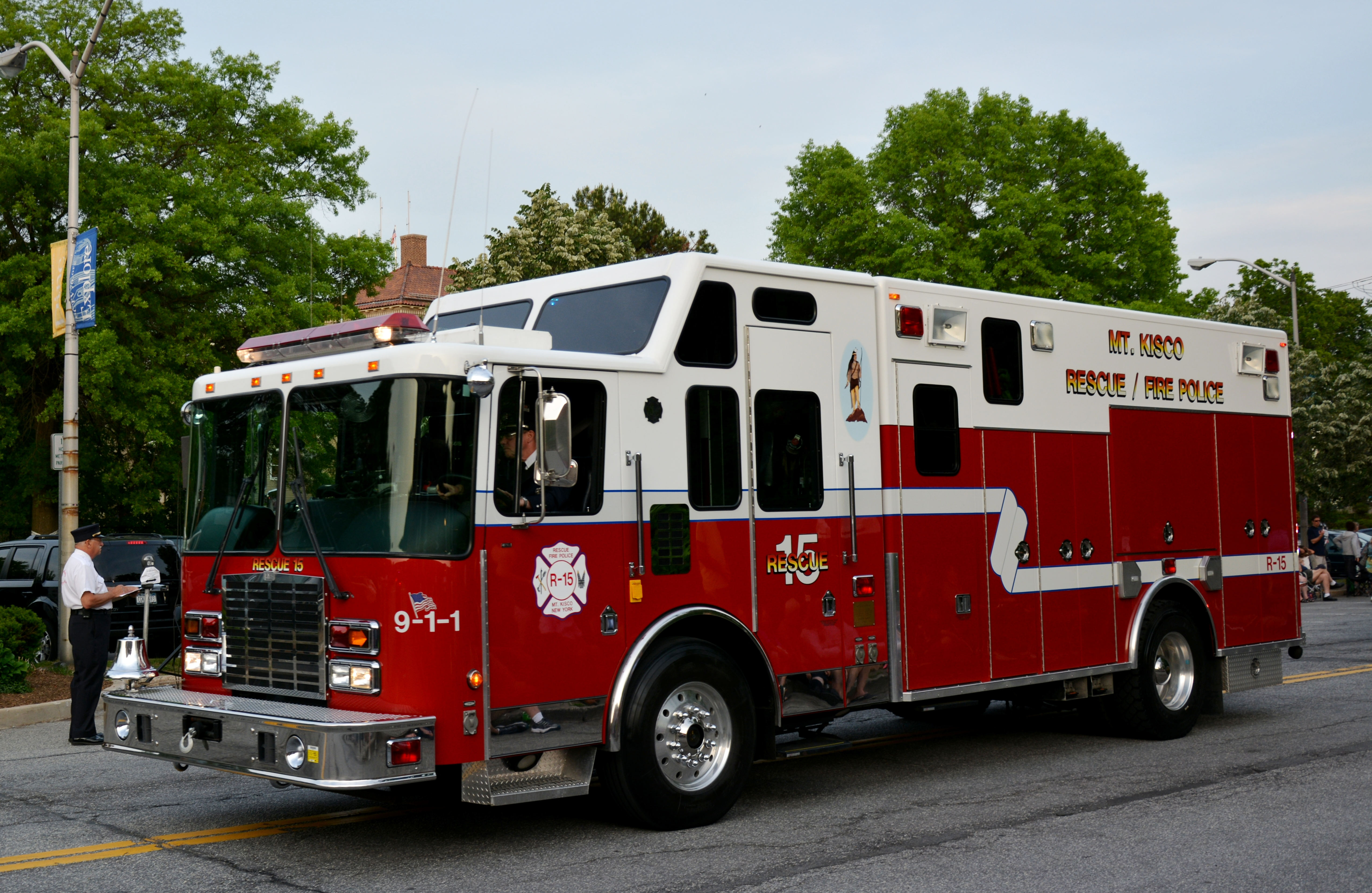
Feuerwehrfahrzeug von Hendrickson

Hendrickson International ist ein privates amerikanisches Unternehmen, das zu den größten Herstellern von LKW-Federungen weltweit gehört. Hendrickson produziert Stahl- und Luftfedern, Lagerbuchsen sowie Stoßdämpfer.

## Beschreibung
Magnus Hendrickson, der vorher schon im Hendrickson-Danielson Machine Shop und bei der Lauth-Juergens Motor Car Company Erfahrungen im Kraftfahrzeugbau gesammelt hatte, gründete 1913 die Hendrickson Motor Truck Company in Chicago in Illinois. Er stellte Lastkraftwagen her. Später zog das Unternehmen nach Lyons, ebenfalls in Illinois. Spätere Firmierungen lauteten Hendrickson Manufacturing Company und Hendrickson Mobile Equipment Company (HME). 1978 wurde das Unternehmen von The Boler Company übernommen.